# Яндекс.Робота
Яндекс. Робота — заборонений в Україні вебсервіс компанії Яндекс, призначений для пошуку оголошень про вакансії. Сервіс отримує дані від найбільших сайтів із працевлаштування України та країн СНД, у тому числі Work.ua, Jobs.ua, Trud.ua. Було запущено 25 жовтня 2010 року. Влітку 2011 року з'явилася мобільна версія проекту.

## Функціональні можливості
- Користувачі мають можливість відсортувати вакансії за заданими параметрами (заробітна плата, освіта, графік тощо)[4].

- На сервісі працює статистика зарплат. Вона дозволяє порівняти платню у будь-яких сферах бізнесу в кількох регіонах. ЇЇ складено на основі аналізу понад 2 млн вакансій, зібраних зі ста сайтів про працевлаштування, включаючи Jobs.ua, РаботаПлюс, Work.ua, BestТруд.ru — Біржа праці, rabota.mail.ru[5]

У листопаді 2011 року з'явилася функція підписки на вибрані вакансії.

## Статистика
- За даними сервісу, найзатребуванішими фахівцями у липні 2011 року були працівники ІТ та телекому, будівництва і ЖКГ, медицини й фармацевтики, фахівці з продажів та помічники у домашньому господарстві[7].
- Дослідження про роботу, липень 2011: http://blog.yandex.ua/post/1499/.